# فیلم کوتاه پاپایا
پاپایا فیلمی کوتاه به کارگردانی عرفان احتشامی و تهیه‌کنندگی حامد عزیزی است. این اثر در ژانر اجتماعی با محوریت موضوع جایگاه زن در خانواده و جامعه ساخته شده‌است.

## داستان
فیلم «پاپایا» به موضوع ترجیح فرزند پسر در برخی فرهنگ‌ها می‌پردازد و تلاش دارد با نگاهی انسانی و فرهنگی، جایگاه واقعی زن را در نهاد خانواده به تصویر بکشد. فیلم نشان می‌دهد چگونه نقش زن در سلامت روانی و انسجام خانواده می‌تواند بر جامعه نیز اثرگذار باشد.

## بازیگران
- علیرضا اوسیوند
- آزیتا ترکاشوند
- یگانه نیک‌اندیش
- سعیده صالحی
- ایراندخت ارگی
- مهسا سرخوش
- گیتی شاکری
- مریم قربانی
- علی ویسی
- سپنتا شاهرخی (بازیگر نوجوان)

## عوامل تولید
- نویسنده: فاطیما اباحمزه
- فیلم‌بردار: علی احتشامی
- صدابردار: فرشاد عبدلی
- گریم: پریسا صوفی
- طراحی لباس: مهتاب فلاحتی
- مدیر تولید: مهین نظافتی

## حضور در جشنواره‌ها
فیلم «پاپایا» در جشنواره‌های داخلی و بین‌المللی متعددی شرکت کرده‌است:
- جشنواره بین‌المللی فیلم سالرنو ایتالیا (دوره هفتادوهشتم)
- جشنواره Couch Film Festival در تورنتو، کانادا (نامزد بهترین بازیگر زن برای آزیتا ترکاشوند)
- جشنواره فیلم کوتاه گوآ، هندوستان
- جشنواره فیلم علی‌باگ، هندوستان
- جشنواره فیلم کوتاه بنگال غربی، هندوستان
- جشنواره فیلم Varsity Film Expo، ۲۰۲۴
- جشنواره فیلم کوتاه آفریقای جنوبی

## اکران
اکران خصوصی فیلم «پاپایا» در سالن سینمای کوشک باغ هنر برگزار شد که با حضور هنرمندان و علاقه‌مندان به سینمای کوتاه همراه بود. در این مراسم از علیرضا اوسیوند تقدیر به عمل آمد.